# Cuerpo de Bomberos de Costa Rica
El Benemérito Cuerpo de Bomberos de Costa Rica es la institución encargada de la prevención, combate y extinción de incendios a nivel nacional en Costa Rica. Fue fundado en 1865 y se encuentra adscrito al Instituto Nacional de Seguros. Actualmente cuenta con aproximadamente 20.000 bomberos activos distribuidos en 77 estaciones en todo el país.
En 1965 fue declarada como Institución Benemérita de la Patria.

## Historia
El primer cuerpo de BOMBEROS en Costa Rica se estableció el 27 de julio de 1865 en San José, la capital, por iniciativa de un grupo de voluntarios liderados por el expresidente José María Castro Madriz, mediante  la promulgación del primer Reglamento Oficial del Cuerpo de Bomberos.
El equipo inicial constaba de una bomba manual y accesorios importados de Francia. En 1872 se promulgó la primera ley que regula el funcionamiento de este cuerpo de bomberos voluntarios en la capital. En 1897 se fundó el segundo cuerpo de bomberos del país en la ciudad de Puntarenas. Posteriormente se fueron estableciendo otros cuerpos en diferentes ciudades. 
No fue sino hasta 2002 que se adscribió el Cuerpo de Bomberos de Costa Rica al Instituto Nacional de Seguros mediante la Ley 8228, Ley del Cuerpo de Bomberos del Instituto Nacional de Seguros, con el fin de coordinar, dirigir y supervisar las labores de prevención y extinción de incendios a nivel nacional.

## Organización
El Cuerpo de Bomberos de Costa Rica es una institución adscrita al Instituto Nacional de Seguros. Cuenta con una estructura jerárquica encabezada por un Director General. Actualmente este cargo es ostentado por Héctor Chaves León. 
El territorio nacional está dividido en 8 Regionales operativas.
Los bomberos pueden ser voluntarios o funcionarios remunerados. Todos reciben formación y entrenamiento especializado en la Academia Nacional de Bomberos.

## Actividades
El Cuerpo de Bomberos realiza actividades de prevención, preparación y respuesta ante incendios estructurales, forestales, rescates y diversas emergencias que pongan en riesgo vidas y propiedades.
Entre sus principales funciones están:
- Atención de emergencias por incendios.
- Rescate técnico de personas atrapadas o en peligro de muerte.
- Atención de accidentes de tránsito.
- Respuesta ante situaciones de emergencia por fenómenos naturales.
- Capacitación a empresas y comunidades en prevención y respuesta a incendios.

El Cuerpo de Bomberos de Costa Rica cuenta con unidades especializadas en rescate acuático, rescate vertical, materiales peligrosos, rescate vehicular, rescate en estructuras colapsadas, entre otros. Juega un rol fundamental en la atención de emergencias y desastres en el país.